# Astrolabe-Compagnie
Die Astrolabe-Compagnie war eine deutsche Kolonialgesellschaft auf Neuguinea (Kaiser-Wilhelms-Land), die von 1891 bis 1896 bestand. Am 27. Oktober 1891 war sie mit einem Kapital von 2,4 Millionen Mark gegründet worden. Beteiligt waren Hamburger und Bremer Investoren sowie weitere Geldgeber.
Als Direktor fungierte der Geheime Kommerzienrat Adolph von Hansemann, der auch die Neuguinea-Kompagnie leitete, von der das Unternehmen zunächst einige Tabakpflanzungen in Stephansort und Erima übernahm. Im darauf folgenden Jahr wurde eine weitere Tabakplantage in Jomba begründet. 1893 kam eine weitere Plantage in Maraga hinzu und es wurden bereits 108.600 Pfund Tabak nach Europa exportiert. Neben dem Tabak-Anbau und Export verschiffte die Astrolabe-Compagnie ebenfalls Edelhölzer und experimentierte mit dem Anbau von Kokospalmen,  Liberia-Kaffee und Kautschuk. 1896 betrieb die Gesellschaft in Stephansort Tabak- und Kaffee-Plantagen und in Erima, Jomba und Maraga Tabakpflanzungen. Zur Verbindung ihrer Plantagen nutzte die Astrolabe-Compagnie die Dampfbarkasse Freiwald der Neuguinea-Kompagnie.
Nach schlechten Jahren 1895 und 1896 wurde in letzterem Jahr die Gesellschaft wieder mit der Neu-Guinea-Compagnie verschmolzen. In der Nähe der Stationen der Astrolabe-Compagnie war auch die evangelische Rheinische Mission aktiv.